# Federico Luppi
Federico Luppi (Ramallo, Buenos Aires, 23 de febrer de 1936 – Buenos Aires, 20 d'octubre de 2017) va ser un actor argentí, que també tenia la ciutadania espanyola. Va obtenir nombrosos premis al llarg de la seva carrera com a actor, entre els quals, una Conquilla de Plata al Festival de Sant Sebastià.

## Biografia
Federico Luppi va néixer en una modesta família d'ascendència italiana. Va passar per diversos treballs abans de provar sort en el teatre. La seva primera pel·lícula va ser Pajarito Gómez (1965), i la seva consagració cinematogràfica —el gènere on ha tingut més continuïtat— es va produir gràcies a la pel·lícula El romance del Aniceto y la Francisca.
Se'l reconeix especialment per les seves participacions en pel·lícules del director argentí Adolfo Aristarain. És un freqüent col·laborador del director mexicà Guillermo del Toro, amb qui ha treballat en tres pel·lícules: Cronos, El espinazo del diablo i El laberinto del fauno.
El 1995 va rebre un Premi Ondas al millor actor de cinema, ex aequo amb Javier Bardem. Després de convertir-se en un dels actors argentins de més prestigi nacional i internacional i de protagonitzar diverses pel·lícules del cinema argentí, va decidir-se establir-se a Espanya l'any 2001. Això va succeir poc temps abans de la crisi política argentina que va concloure amb la renúncia del llavors president Fernando de la Rúa. A Espanya, va participar en importants realitzacions, però també va treballar en sèries de televisió i fins i tot ha estat el protagonista de l'obra El guía del Hermitage el 2008, després de deu anys sense efectuar treballs teatrals.
A més, va provar sort com a director amb la pel·lícula Pasos, de producció espanyola. Després de passar per diverses productores, la pel·lícula es va rodar el gener i febrer de 2004 i va arribar als cinemes el juny de 2005. Per aquesta pel·lícula, les actrius Ana Fernández i Susana Forns es van alçar com a millor actriu al Festival Iberoamericà de Villaverde i com a actriu revelació al Festival Cinespaña de Tolosa, respectivament.
Federico Luppi ostenta el rècord de ser l'actor argentí amb més Premis Cóndor de Plata al millor actor, que va guanyar sis vegades.

## Filmografia

### Actor

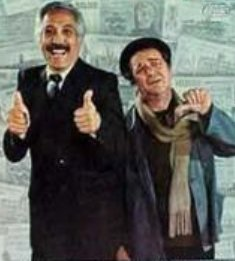
Amb l'actor Julio de Grazia a la pel·lícula Plata dulce (1982).

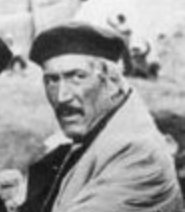
Federico Luppi en el paper de Facón Grande a La Patagonia rebelde (1974).

#### Pel·lícules
- Pajarito Gómez (1965)
- Todo sol es amargo (1966)
- El romance del Aniceto y la Francisca (1967)
- El ABC del amor (1967)
- El derecho a la felicidad (1968)
- Las ruteras (1968)
- El proyecto (1968) (inédita)
- Después del último tren (1969)
- Los herederos (1970)
- Mosaico (1970)
- Pasión dominguera (1970)
- Paula contra la mitad más uno)1971)
- Crónica de una señora (1971)
- Las revolución (1973)
- Las venganzas de Beto Sánchez (1973)
- La Patagonia rebelde (1974)
- Yo maté a Facundo (1975)
- Una mujer (1975)
- Triángulo de cuatro (1975)
- Juan que reía (1976)
- Tiempo de revancha (1981)
- Últimos días de la víctima (1982)
- Plata dulce (1982)
- El arreglo (1983)
- No habrá más penas ni olvido (1983)
- Pasajeros de una pesadilla (1984)
- La muerte blanca (1985)
- Luna caliente (1985)
- La vieja música (1985)
- Los líos de Susana (1986)
- Sobredosis (1986)
- El año del conejo (1987)
- La desconeguda (The Stranger) (1987)
- Isla se alquila por hora (1989)
- La amiga (1989)
- Cien veces no debo (1990)
- Las tumbas (1991)
- Un lugar en el mundo (1992)
- Cronos (1993)
- Matar al abuelito (1993)
- Nadie hablará de nosotras cuando hayamos muerto (1995)
- La ley de la frontera (1995)
- Caballos salvajes (1995)
- Sol de otoño (1996)
- Bajo bandera (1997)
- Hombres armados (1997)
- Martín (Hache) (1997)
- Frontera sur (1998)
- Divertimento (2000)
- Rosarigasinos (2001)
- Los pasos perdidos (2001)
- El espinazo del diablo (2001), dirigida per Guillermo del Toro
- El último tren (2002)
- Lugares comunes (2002)
- Incautos (2003), dirigida per Miguel Bardem
- Machuca (2004), dirigida per Andrés Wood
- El viento (2005), dirigida per Eduardo Mignogna
- El buen destino (2005), dirigida per Leonor Benedetto
- El laberinto del fauno (2006), dirigida per Guillermo del Toro
- Cara de queso (2006), dirigida per Ariel Winograd
- L'habitació de Fermat (2007), dirigida per Luis Piedrahita i Rodrigo Sopeña
- El último justo (2007), dirigida per Manuel Carballo
- La luna en botella (2007), dirigida per Grojo
- Ese beso (2008), dirigida per Kamala López
- Que parezca un accidente (2008), dirigida per Gerardo Herrero
- Cuestión de principios (2009), dirigida per Rodrigo Grande
- Verano amargo (2009), dirigida per Juan Carlos Desanzo
- Fase 7 (2010), dirigida per Nicolás Goldbart
- Sin retorno (2010)
- Los Sónicos (2011)
- En terapia  (2012)
- Condicionados (2012)
- Inevitable (2014)
- Los 33 (2015)

#### Telenovel·les i sèries
- El amor tiene cara de mujer (1964)
- El malentendido (1966)
- Martín Fierro (1967)
- Cosa juzgada (1969)
- Nosotros los villanos (1970)
- Alta comedia (1971)
- Mi amigo Andrés (1973)
- Nosotros (1975)
- Tiempo de espera (Xile, 1976)
- Los amigos (Xile, 1977)
- Historias de mi tierra (Xile, 1978)
- Sonata de violín y piano (Xile, 1979)
- Troncal Negrete (Xile, 1980)
- Dios se lo pague (1981)
- Polémica en el bar (1982)
- Supermingo (1986)
- Ficciones (1987)
- Hombres de ley (1987-1989)
- Di Maggio (1990)
- Llums i ombres (1992)
- Uno de ellos (1993)
- Cien años de perdón (1994)
- Los hermanos Pérez Conde (1996)
- Los simuladores, sèrie de televisió - versió espanyola (2006), creada i escrita per Damián Szifrón (episodis "Acosada" i "Recursos humanos")
- Cazadores de hombres, sèrie de televisió (2008)
- Tratame bien (2009)
- Impostores (2009)
- El pacto (2011)
- ¿Quién mató al Bebe Uriarte? (2014)

### Director
- Pasos (2005)

## Premis i candidatures
Festival Internacional de Cinema de Sant Sebastià
| Any  | Categoria    | Pel·lícula     | Resultat  |
| ---- | ------------ | -------------- | --------- |
| 1997 | Millor actor | Martín (Hache) | Guanyador |

Premis Cóndor de Plata
| Any  | Categoria              | Pel·lícula                            | Resultat  |
| ---- | ---------------------- | ------------------------------------- | --------- |
| 2011 | Millor actor secundari | Sin retorno                           | Nominat   |
| 2003 | Millor actor           | Lugares comunes                       | Nominat   |
| 2002 | Millor actor           | Rosarigasinos                         | Nominat   |
| 1998 | Millor actor           | Martín (Hache)                        | Guanyador |
| 1997 | Millor actor           | Sol de otoño                          | Guanyador |
| 1996 | Millor actor secundari | La ley de la frontera                 | Nominat   |
| 1994 | Millor actor           | Matar al abuelito                     | Nominat   |
| 1993 | Millor actor           | Un lugar en el mundo                  | Guanyador |
| 1983 | Millor actor           | Plata dulce                           | Guanyador |
| 1982 | Millor actor           | Tiempo de revancha                    | Guanyador |
| 1968 | Millor actor           | El romance del Aniceto y la Francisca | Guanyador |

Premis Goya
| Any  | Categoria              | Pel·lícula                                      | Resultat |
| ---- | ---------------------- | ----------------------------------------------- | -------- |
| 1995 | Millor actor           | Nadie hablará de nosotras cuando hayamos muerto | Nominat  |
| 1995 | Millor actor secundari | La ley de la frontera                           | Nominat  |

Altres premis
- Premi Ciutat de Huelva el 2000 en el Festival de Cinema Iberoamericà de Huelva.
- Premi Konex - Diploma al Mèrit 2001 en la disciplina d'actor de cinema.
- Millor actor amb Ulises Dumont per Rosarigasinos en el Festival Internacional de Cinema de Mar del Plata de 2001.
- Millor actor per  Cronos, a Fantasporto, el festival de cinema fantàstic de Portugal, el 1993.
- Premi Konex - Diploma al Mèrit 1991 en la disciplina d'actor dramàtic de ràdio i televisió.
- Premi Konex - Diploma al Mèrit 1981 en la disciplina d'actor dramàtic de cinema i teatre.
- El 2009 l'Associació de Cronistes Cinematogràfics de l'Argentina li va atorgar el Premi Cóndor de Plata a la trajectòria.
- Premi Martín Fierro 2009 a la millor participació especial en ficció per Tratame bien.